# 정여손
정여손(鄭呂孫)은 광해군때의 조선의 환관이다.
묘는 서울 은평구 진관동 이말산에 위치해 있다.